# Tia Carrere
Tia Carrere (Honolulu, Hawaii, 2 de gener de 1967) és una actriu, model i cantant estatunidenca. Es va destacar pel paper de la caça-tresors Sydney Fox, en la sèrie televisiva Relic Hunter, coproduïda pel Canadà i el Regne Unit, i on comparteix repartiment al costat de Christien Anholt.

## Biografia
Nascuda amb el nom d'Althea Rau Duhinio Janairo, Carrere, amb ascendència filipina, xinesa i espanyola, va participar als 17 anys en l'edició de 1985 del programa-concurs Star Search, del que va ser eliminada en la primera ronda. Arran del programa, va ser reconeguda per un productor cinematogràfic mentre feia compres amb els seus pares en una botiga de verdures de Waikiki; la contracten per participar en una pel·lícula de sèrie B: Zombie Nightmare.

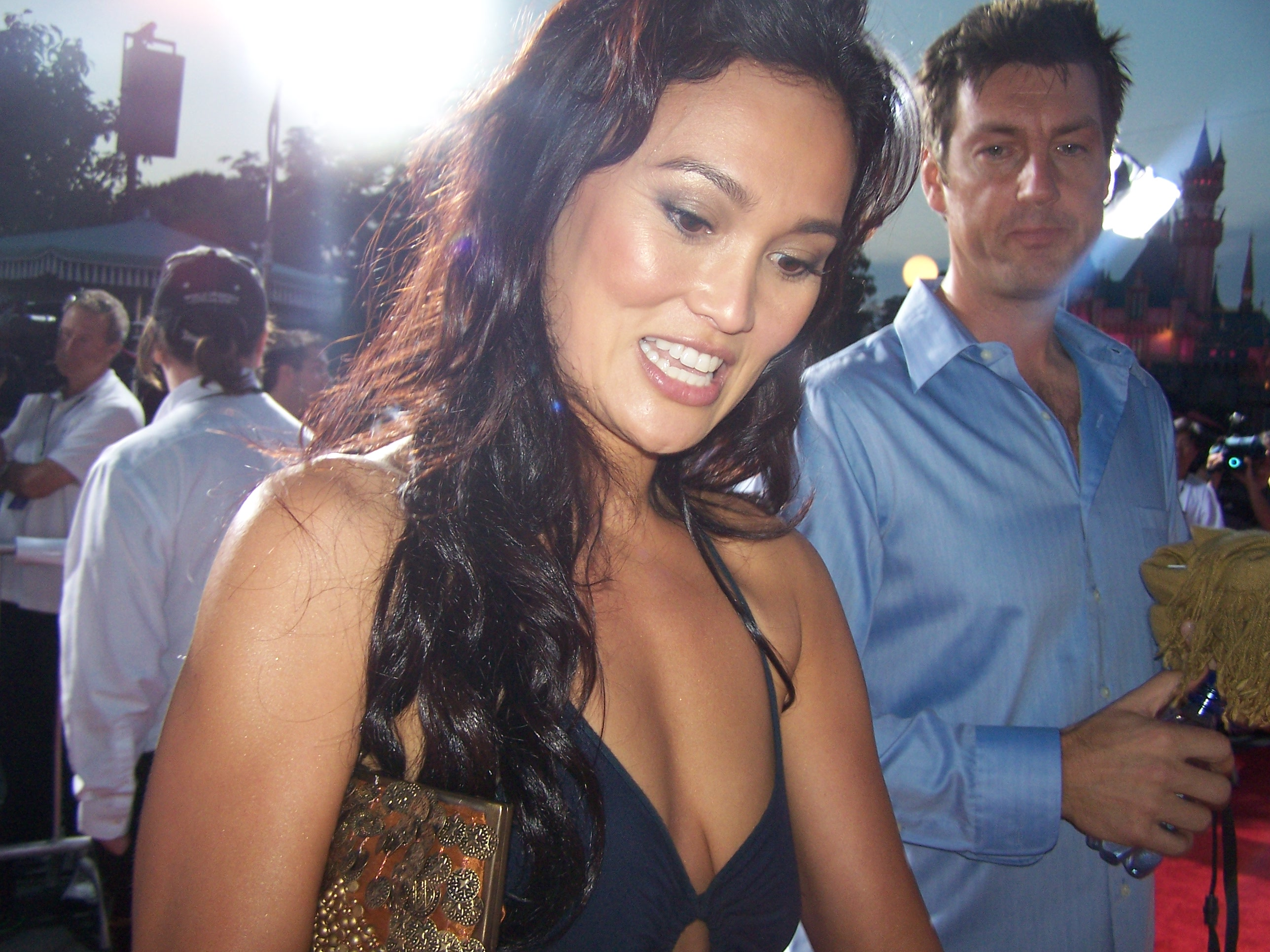
Tia Carrere.

Gràcies al seu èxit inicial, Carrere es va traslladar a Los Angeles, on després de treballar diversos mesos com a model, va aconseguir un paper en la telenovel·la diària General Hospital, entre 1985 i 1987. Durant aquest temps, també va aparèixer en les sèries Tour of Duty i The A-Team; en aquesta última finalment va haver de renunciar a causa de les seves obligacions amb General Hospital. El seu personatge només va aparèixer en un capítol i mai més va ser esmentat.
Carrere també va aparèixer en les sèries MacGyver (en el paper d'una atractiva instructora de karate), Misteri per a tres i Married with children; també en la pel·lícula Dos durs sobre rodes (1991).
Per al públic en general, Carrere es va donar a conèixer en el paper de Cassandra, una cantant de rock i l'amor del personatge de Mike Myers, en Dos bojos amb sort (1992), paper que va repetir l'any següent en Dos bojos amb sort 2. Cantant amb formació, Carrere va interpretar totes les seves cançons en ambdues pel·lícules; va rebutjar fins i tot un paper en la sèrie Baywatch per preparar el seu paper en la primera de les pel·lícules.
El 22 de novembre de 1992, Carrere es va casar amb el productor italo-libanès Elie Samaha; va participar en diverses de les pel·lícules produïdes pel seu marit, cap de les quals va aconseguir gran èxit. Altres papers, després dels de la saga de Wayne, han estat el de la malvada Juno Skinner, en True Lies (1994, al costat d'Arnold Schwarzenegger); l'atracadora Gina Walker, en The Immortals (1995), i la professora Victoria Chapell, en Aprèn com puguis (1996).
Des de 1999 fins a 2002, Tia Carrere va interpretar el paper de la professora d'arqueologia Sydney Fox, en Relic Hunter, una sèrie d'aventures amb reminiscències d'Indiana Jones; la sèrie va estar a l'aire tres temporades fins a la seva cancel·lació. Més recentment, Carrere va posar la seva veu al personatge de Nani, la germana de Lilo en la pel·lícula d'animació Lilo & Stitch (2002) i les seves seqüeles, i a la Reina Tyr'ahnee en la sèrie d'animació Duck Dodgers (2003).
Carrere va aparèixer nua en l'edició de gener de 2003 de la revista Playboy; anys enrere, havia utilitzat una doble de cos en l'enregistrament d'una escena amb nu en la pel·lícula Little Tòquio: atac frontal. La revista People la va incloure en la seva llista de les 50 persones més belles del món (1992).
Paral·lelament a la seva carrera cinematogràfica, Carrere ha seguit treballant en la seva carrera musical. El 1993 va publicar el seu primer àlbum, Dream, que va arribar a ser disc de platí a les Filipines. Aquell mateix any va participar en la banda sonora de Batman: la màscara del fantasma, interpretant el tema de tancament de la pel·lícula, «I Never Even Told You». L'agost de 2003, Carrere va rebre el premi a tota la seva carrera per part de la presidenta de les Filipines, Gloria Macapagal-Arroyo.
Carrere es va divorciar del seu primer marit al febrer de 2000, i es va casar de nou, aquesta vegada amb el periodista Simon Wakelin, el 31 de desembre de 2002. Tenen una filla, Bianca, nascuda el 25 de setembre de 2005. El 2010, Carrere es va divorciar del seu segon marit; tots dos comparteixen la custòdia de Bianca.
Va participar com a concursant en el reality show Dancing with the Stars, però va ser eliminada el 3 de febrer de 2006, després d'haver caigut més d'una vegada durant la seva interpretació. Es va adjudicar el Premi Grammy en dues ocasions pels àlbums 'Ikena (2009) i Huana Ke Aloha (2011).
En l'actualitat, Carrere viu a Toronto, Canadà.

## Filmografia

### Cinema
- Zombie Nightmare (1986) – Amy
- Aloha Summer (1988) – Lani Kepoo
- Fine Gold (1989)
- The Road Raiders (1989) – Cyanne
- Fatal Mission (1990)
- Instant Karma (1990)
- Harley Davidson and the Marlboro Man (1991) – Kimiko
- Showdown in Little Tokyo (1991) – Minako Okeya
- Little Sister (1992)
- Intimate Stranger (1992)
- Dos bojos amb sort (Wayne's World) (1992) – Cassandra Wong
- Sol naixent (Rising Sun) (1993) – Jingo Asakuma
- Quick (1993) – Janet Sakamoto
- Wayne's World 2 (1993) – Cassandra Wong
- Hostile Intentions (1994) – Nora
- Treacherous (1994)
- True Lies (1994) – Juno Skinner
- My Teacher's Wife (1995) – Vicky Mueller
- The Immortals (1995)
- Jury Duty (1995) – Monica Lewis
- Hollow Point (1996) – Diane Norwood
- High School High (1996) – Victoria Chapell
- Top of the World (1997) – Rebecca Mercer
- Kull the Conqueror (1997) – Akivasha
- 20 cites (20 Dates) (1998) – Herself
- Dogboys (1998) – D.A. Jennifer Dern
- Scar City (1998) – Candy
- Merlin: The Return (1999) – Dr. Joan Maxwell
- Meet Prince Charming (1999) – Samantha Feld
- Five Aces (1999) – Karen Haggerty
- The Night of the Headless Horseman (1999) – Katrina Van Tassel (veu)
- Lilo & Stitch (2002) – Nani Pelekai (veu)
- Stitch! The Movie (2003) – Nani Pelekai (veu)
- Torn Apart (2004) – Vicki Westin
- Back in the Day (2005) – Loot
- Aloha, Scooby-Doo! (2005) – Snookie, Local Woman #1 (veu)[4]
- Lilo & Stitch 2: Stitch Has a Glitch (2005) – Nani Pelekai (veu)
- Supernova—The Day the World Catches Fire (2005) – Lisa Delgado
- Leroy & Stitch (2006) – Nani Pelekai (veu)
- Dark Honeymoon (2008) – Miranda
- Wild Cherry (2009) – Ms. Haumea
- Hard Breakers (2009) – Jodie
- You May Not Kiss the Bride (2010) – Lani
- Collision Course (2013) – Kate Parks
- Asteroid vs. Earth (2014) – Marissa Knox
- Apuja l'aposta (2014) – Leanne
- Pirate's Code: The Adventures of Mickey Matson  (2014) - Kelly
- Showdown in Manila (2016) - Mrs. Wells
- Palm Swings (2017) – Ms. Cherry Bomb

### Televisió
- Cover Up (1985) – Philippines Contestant
- Airwolf (1985) – Kiki Tinabi
- General Hospital (1985–1987) – Jade Soong Chung, R.N.
- The A-Team (1986) – Tia
- Tour of Duty (1987)
- Noble House (1988) – Venus Poon
- MacGyver (1986, 1988) – Lisa Chan, Tiu
- Anything But Love (1989) – Cey
- Friday the 13th: The Series (1990) – Michiko Tanaka
- Quantum Leap (1990) – Chu-Hoi
- Married... with Children (1990) – Piper Bauman
- Tales from the Crypt (1992) – Scarlett
- Natural Enemy  (1997) Christina D'Amelio
- Relic Hunter (1999–2002) – Sydney Fox
- Duck Dodgers (2003–2005) – Queen Tyr'ahnee, Flight Attendant, Cheerleader, Cosmetics Manager, Tinent O'Hara (veu)
- Lilo & Stitch: The Series (2003–2006) Nani Pelekai (veu)
- Megas XLR (2004) – Darklos (veu)
- Johnny Bravo (2005) – Beautiful Woman, Female Elephant, Woman (veu)
- American Dragon: Jake Long (2005) – Yan Yan (veu)
- Dancing with the Stars season 2
- The O.C. (2006) – Dean Torres
- Curb Your Enthusiasm (2007) – Cha Cha
- Nip/Tuck (2007) – Mistress Dark Pain
- Back to You (2007) – Maggie
- CSI: Miami (2009) – Jacqueline Parsons
- Warehouse 13 (2010) – Agent Kate Logan
- Combat Hospital (2011) – Jessica Draycott
- Scooby-Doo! Mystery Incorporated (2011–2013) – Judy Reeves, Old Daphne, Waitress, Sullen Female Farmer, Amy (veu)
- The Apprentice (2012) – Herself
- In Plain Sight (2012) – Lia Hernandez
- Taken for Ransom (2013) – Michelle Gaines
- The Birthday Boys (2013) – Herself
- Family Guy (2016) – Hawaiian Woman
- Blue Bloods (2017) - Chao Lin